# Guerre du Paquisha
La guerre du Paquisha, ou incident du Paquisha, voire encore guerre du Falso Paquisha, est un conflit de l'année 1981 entre le Pérou et l'Équateur. Elle fait partie d'un ensemble plus large de conflits à propos de différends frontaliers entre ces deux pays. Le Pérou sortit victorieux de ce conflit et demeura en possession des territoires disputés.

## Contexte
Pour un article plus général, voir Conflits frontaliers entre le Pérou et l'Équateur.
La guerre du Paquisha intervient à la suite de contestations de l'Équateur du Protocole de Rio, signé après la guerre de 1941-1942 entre le Pérou et l'Équateur. Il prévoit que le Pérou annexe une large part des territoires amazoniens de l'Équateur, et a été ratifié par les deux pays le 26 février 1942. À la suite de désaccords entre les deux pays sur l'application des accords, en particulier dans la zone de la Cordillère du Condor, l'Équateur se retire en 1953 de la commission de délimitation des frontières alors que 78 km de frontières restent non fixés. Les Équatoriens se plaignent également que, contrairement à ce qui était prévu par le protocole de Rio, les navires équatoriens ne pouvaient pas circuler librement sur l'Amazone (pour le Pérou, ces mesures ont été prises en réponse à l'attitude équatorienne).
Le Protocole de Rio, désormais considéré comme inapplicable par l'Équateur, est donc caduc et la frontière entre les deux pays est mal délimitée.

## La guerre
Le conflit a commencé le 22 janvier 1981, jour où le gouvernement péruvien a dénoncé l'attaque d'un de ses avions qui effectuait une mission de ravitaillement à destination des postes de surveillance frontaliers sur la rivière Comaina. Le président péruvien Fernando Belaúnde Terry, a ordonné l'inspection de la rivière jusqu'à sa source située sur le côté oriental de la Cordillera del Cóndor. Lors de cette inspection, trois détachements équatoriens ont été retrouvés ensemble sur le territoire considéré comme étant le Pérou par le gouvernement péruvien selon les traités précédents. Ces détachements avaient capturé les anciens postes d'observation nos 22, 3 et 4.
La position équatorienne indiquait que ces détachements correspondaient à la base "Paquisha" établie sur le territoire équatorien. Mais, après avoir mesuré les coordonnées, il a été constaté qu'elles ne correspondaient pas à la Paquisha susmentionnée acceptée dans le Protocole de Rio de Janeiro mais, comme l'a décrit le président péruvien Fernando Belaúnde, à une "Fausse Paquisha", nom qu'il lui a donné capable de le distinguer facilement de la première Paquisha qui était légale en vertu du Protocole de Rio de 1942.
Des combats éclatèrent à la fin janvier autour des trois avant-postes. Les forces aériennes des deux pays dépêchèrent d'importants moyens (A-37B, Mirage 5P et Su-22 côté péruvien contre A-37B et Mirage F1 du côté de la force aérienne équatorienne qui effectua 179 sorties de guerre). Le 5 février, l'armée péruvienne parvint à s'emparer de l'avant-poste de Paquisha.
Parallèlement aux combats, les deux pays s'affrontèrent sur le terrain diplomatique. Le 2 février 1981, le Pérou dénonça ces avant-postes comme "faux" (falso en espagnol). Il déclara aussi que l'Équateur leur avait donné des noms de villages équatoriens dans le but de tromper la communauté internationale. Les deux camps acceptèrent un cessez-le-feu proposé par les puissances garantes du protocole de Rio.

## Suites de la guerre
Les deux camps acceptèrent de retirer leurs troupes et adoptèrent des accords (notamment en cas de croisement de deux patrouilles). Cependant, plusieurs bases militaires furent installées dans la région de même que plusieurs lignes de communication et de ravitaillement. En 1983, soutenu par son opinion publique, le parlement équatorien reconnut la nullité du protocole de Rio. Une nouvelle guerre éclate dans la même zone en 1995, la guerre du Cenepa, aboutissant à un statu quo territorial. Un accord de paix entre les deux pays est finalement signé le 26 octobre 1998 à Brasilia, la frontière passant par les sommets de la Cordillère du Condor. Cet accord met fin à plus d'un siècle de différends frontaliers entre le Pérou et l'Équateur.